# Fatjon Tafaj
Fatjon Tafaj (Tirana, 19 marzo 1982) è un ex calciatore e allenatore di calcio albanese, vice allenatore del Template:KF Shkëndija.

## Carriera

### Nazionale
Ha collezionato una presenza con la Nazionale albanese Under-21 nel 2002.
Dal 2016 ha iniziato la carriera da allenatore.